# Michel Laurent (photographe)
Pour les articles homonymes, voir Michel Laurent et Laurent.
Michel Laurent est un photographe français, né le 2 septembre 1962 à Cornimont dans les Vosges.

## Biographie
Michel Laurent est un photographe vosgien engagé sur de nombreux sujets notamment la valorisation du travail des photographes de paysages régionaux. Il lutte contre les organismes faisant la promotion de sites géographiques à partir de photos issues de bases de données qui sont bien souvent prises ailleurs et lance le label de Visuel d’appellation d’origine contrôlée.
Dans les Vosges, il fait équipe avec Vincent Munier, Alain Grandemange, Yann Godé et ensemble, ils organisent, plusieurs années d'affilée, Les Sentiers de la photo,.
Pendant la crise sanitaire de 2020, il perd ses deux parents du Covid et met en scène, avec Anne-Claire Goulon et Lorraine Pierrat, des photographies de personnes portant des masques lors d'une exposition qui a vocation à rendre hommage aux disparus,.
Michel Laurent est également lanceur d'alerte sur les incendies et les maladies des forêts,. Il met en valeur cette ressource et les métiers qui lui sont liés.
En 2022, il est à l'initiative d'un ouvrage engagé Le Peuple du bois, basé sur ses visuels et demande à deux auteurs, Catherine Claude et Pascal Triboulot, d'écrire des textes,. Cet ouvrage devient une référence dans le milieu des acteurs de la filière bois et est préfacé par l'ingénieur bois Jean-Luc Sandoz et post-facé par l'architecte Dominique Gauzin-Müller,,.